# Maraya
Maraya(em árabe) (em português: Espelhos) é uma conhecida série de televisão satírica síria sobre política, criada pelo comediante Yasser al-Azma.
Começo em 1982, protagonizada por Yasser al-Azma, conseguindo um sucesso estrondoso, sendo exposto em canais satélites árabes, desde os anos oitenta e até aos dias de hoje. A série reflecte a diversidade da cultura local. O herói da série reflecte o grande artista sírio Yasser Al-Azma, bem como artistas envolvidos na encarnação de muitas personalidades diferentes.
Desde sua criação em 1982, muitas histórias têm sido exibidas num estilo cómico, criticando com um certo grau de cinismo. Seu denominador comum é insuperável, já que está estreitamente relacionado com as preocupações da sociedade e a vida quotidiana.
Têm actuado Maria Gabr, Salim Klass, Maha Al Masri, Wafa Moussalli, Sabah Barakat, Radwan Aqili, Marwan Al-Masri, Fadah Khattab, Nadine, Abdel Moneim Amairi Marayas, sendo a série a contribuir à descoberta de muitos talentos: em direcção, composição e actuação.

## A série em 2004
Para a série «Espelhos 2004», preparada, escrita e protagonizada pelo artista Yasser Al-Azmah, que regressou nesse ano baixo o título «Viveram», cumprindo com o público em toques cómicos através do qual muitos fenómenos sociais que impregnam nosso ambiente se apresentaram. Seu denominador comum é insuperável já que esteve relacionado com as preocupações da sociedade e a vida quotidiana. Trabalharam Yasser Al-Azmah, Sabah Barakat, Hassan, Abdul Hakim Kotaivan, Essam Gee, Mohamed Khair, Basil Khayat, Yassin Dina Haroun, Nizar Abu Hajar, Mohammed Khaonda, Maxim Khalil, Mohammed Hariri, Mohammad Haddaqa, Fawzi Bishara, o assessor de Adham e Adnan Abu Ahamat. Até Dostoivsky ingressou as salas através de "Espelhos" para contribuir com o  renascimento da nação árabe.

## A série em 2006
Para a série Espelhos, de 2006, prepararam-se 30 episódios, compostos e preparados por Yasser Al-Azmah, e Nouruddin Al Hashemi, com a direcção de Hisham Sharbatji. A produção foi de Countryside Art Productions. Ainda que o programa de séries 2006 difere de seus predecessores em termos de enriquecer uma nova colecção de temas mais coloridos e atraindo a um grupo de actores distintos, não se afasta da essência de desemaranhar das preocupações sociais e da vida quotidiana num estilo crítico e cínico.

## A série em 2011
Yasser Al-Azmah regressou ao pequeno ecrã após um cinco anos. Esta parte de Espelhos mostra que a maioria dos actores, já tinham participado em várias partes anteriores, como Salim Kalas, Abed Fahd, Merah Jabr, Issam Abe Jee e muitos outros.

## A série em 2013
Foi apresentada em Argélia, mas não conseguiu uma alta taxa de visualização como suas partes anteriores.

## Elenco principal
- Yasser Al-Azmah (2013-2011)
- Samia Al-Jaza'iri (1982-1984, 1996-1999)
- Salim Klass (1982-2000, 2011)
- Hala Hosni (1984-2011)
- Bashar Ismail (1996-2006)
- Maha Masri (1988-2000)
- Salma El Masri (1998-2011)
- Merah Jabr (1996-2011)
- Tawfiq Al-Asha (1982-2005)
- Hani Shahin (1986-2000)
- Abed Fahad (1986-2000, 2005, 2011)
- Saif Al-Din Subaei (1995-2011)
- Essam Abe Gee (1986-2011)
- Nadine Khoury (1982-1991)
- Jihad Abdo (2003-2011)
- Fadia Khattab (1982-1995)
- Mohamed Qnoua (1995-2011)
- Hassan Dakk (1995-2011)
- Wafa Moussalli (1998-2011)
- Manhã Argelina (2003-2011)
- Mohamed Jabouli (1984-1997)

## Exemplo de adaptação da realidade síria pela série
É um homem que sonha, onde lidera a dianteira numa insurreição contra o regime dirigente. Com suor, acorda na manhã seguinte. Como poderia ter um pensamento tão nefasto? perguntou-se. Uns minutos depois, polícias com jaquetas de couro negro golpeiam-no e prendem. Ele deve se unir, e nem sequer sentiu a necessidade de perguntar o motivo de sua detenção. O espectador entendeu por que, pois o governo pode inclusive ler teus sonhos.